# Edward Brylski
Edward Brylski (ur. 1841 w Wierzbniku, Królestwo Polskie, zm. po 1913) – inżynier w samorządzie powiatowym, uczestnik  bitew powstania styczniowego, porucznik w oddziałach pod dowództwem Mariana Langiewicza, Józefa Miniewskiego i Edmunda Różyckiego.

## Życiorys
W okresie poprzedzającym wybuch powstania – w czasach pokojowych manifestacji patriotycznych (początek lat 60. XIX w.) – był praktykantem technicznym w Opatowie, w samorządzie powiatu jerzmanowskiego. W tych latach patriotyczne kazania wygłaszał w Opatowie ks. Ignacy Zakrzewski, zastępca dziekana kolegiaty opatowskiej. Edward Brylski zasłużył się uchronieniem prałata przed uwięzieniem – mimo pogoni zdołał przeprowadzić go do granicy austriackiej. Otrzymawszy informacje, że jest zagrożony aresztowaniem, uciekł na Zachód. 
Na początku roku 1863 przebywał w Szwajcarii. Po otrzymaniu wiadomości o wybuchu powstania wrócił do kraju i wstąpił do oddziału Antoniego Jeziorańskiego. Otrzymał stopień porucznika. Dowodził oddziałem 30 ochotników w akcjach bitwy Pieskową Skałą. W czasie wyprawy do Pieskowej Skały  po zaopatrzenie oddział został zaatakowany przez Rosjan. Po całodziennej obronie i po spaleniu zamku Edward Brylski wyrwał się – z kilkoma towarzyszami – z okrążenia, odnosząc rany. Został przewieziony do szpitala w Krakowie, skąd – po kuracji – trafił do oddziału Mariana Langiewicza w Goszczy i uczestniczył w bitwie pod Sosnówką i pod Grochowiskami.
Gdy oddział przeszedł do Galicji, brał udział w bitwach pod Szklarami (zob. też Bitwa pod Jaworznikiem) i pod Kobylanką, oraz w wyprawie oddziału Józefa Miniewskiego na Radziwiłłów 2 lipca 1863 (nieudana próba rozszerzenia powstania styczniowego na teren Wołynia). Ostatecznie należał do odtwarzanego oddziału Edmunda Różyckiego (zob. też Bitwa pod Salichą). W czasie akcji werbunkowej w okolicy Brzeżan został aresztowany przez władze austriackie. Po powstaniu pracował jako inżynier w wydziale powiatowym w Złoczowie.
Biogram Edwarda Brylskiego, zamieszczony w tomie III Polskiego Słownika Biograficznego (wyd. 1937), został napisany przez Justyna Sakulskiego na podstawie publikacji J. Chołodeckiego, wydanych we Lwowie Księga pamiątkowa (wyd. 1904) i Ostatnie słowa opow. i wspomnienia uczestników 1863 r. (wyd. 1913). W roku wydania drugiej pracy Edward Brylski jeszcze żył.